# ایرینا نازارووا
ایرینا نازارووا (روسی: Ирина Викторовна Назарова (Багрянцева)؛ زادهٔ ۳۱ ژوئیه ۱۹۵۷) دونده اهل اتحاد جماهیر شوروی سوسیالیستی است.
وی در مسابقات کشوری و بین‌المللی در مجموع برندهٔ ۱ مدال طلا شده‌است.